# 河野美知
河野 美知（こうの みち、本名：岩田 美知（いわた みち）／旧姓・河野、1977年5月11日（47歳） - ）は、株式会社ちいきおこし代表取締役、フリーアナウンサー。元山陰中央テレビアナウンサー。京都府京都市出身。島根県松江市在住。同志社大学卒業。夫は元山陰中央テレビアナウンサーで島根県議会議員の岩田浩岳。

## 人物
山陰中央テレビでは『めざましテレビ』中継（2004年6月28日 - ）、『TSKスーパーニュース』、『週刊・ヤッホー!』などを担当していた。
山陰中央テレビ在職中に岩田と結婚。夫である岩田浩岳の参院選出馬に伴い、2010年3月31日付けで退社。
2016年5月、株式会社ちいきおこしの設立に参加。
神社ガールズ研究会（略称「社（しゃ）☆ガール」）の代表を務めている。

## 担当番組

### TSKでの担当番組
- 週刊・ヤッホー!
- めざましテレビ
- TSKスーパーニュース（木・金）
- 生中継!!ホーランエンヤ還御祭〜伝統つむぐ水上絵巻〜(2009年5月24日)
- めざましテレビ公認 わがまま!気まま!旅気分〜ご縁が結ぶしまね出雲路の旅〜(2009年10月24日)

### フリーでの出演番組
- 神話見聞録（BSSラジオ）
- うらうらとゆく 島根半島四十二浦を巡る旅（山陰ケーブルビジョン）